# 愛知県道383号蒲郡碧南線
愛知県道383号蒲郡碧南線（あいちけんどう383ごう がまごおりへきなんせん）は、愛知県蒲郡市から愛知県碧南市に至る一般県道である。

## 概要
他の道路との重複区間が多いほか、西尾市西部では市街地を経由する旧道と南方の郊外を経由するバイパスに大きく分かれる。

### 路線データ
- 起点：愛知県蒲郡市府相町（府相交差点）
- 終点：愛知県碧南市栄町（末広町交差点）
- 全長：約29.0km（西尾市寺津町経由）

## 沿革
- 1965年11月19日：認定

## 別名
- 西尾中央通り（西尾市）
- 平坂街道（蒲郡市、幸田町、西尾市）
- 中央通り（蒲郡市）
- 市役所通り（蒲郡市、愛知県道323号芦谷蒲郡線との重複区間で旧国道247号でもある）
- 旧国道23号（蒲郡市、幸田町、西尾市）

## 通過する自治体
- 愛知県
  - 蒲郡市
  - 額田郡幸田町
  - 西尾市
  - 碧南市

## 接続する道路
- 国道473号（三河湾オレンジロード：府相交差点）
- 愛知県道369号蒲郡停車場線（元町交差点）
- 愛知県道323号芦谷蒲郡線（柏原街道）（蒲郡市役所東交差点・川東交差点間で重複）
- 国道247号（中央バイパス）（錦田橋東交差点）
- 愛知県道41号西尾幸田線（深溝小山交差点：継承）
- 国道23号・国道248号（深溝鶴方交差点・三ヶ根駅東交差点間で重複）
- 愛知県道525号蒲郡環状線（三河湾スカイライン：深溝天王前交差点）
- 愛知県道322号深溝西浦線（三ヶ根駅東交差点・深溝宗広交差点間で重複）
- 愛知県道376号三ヶ根停車場拾石線（深溝宗広交差点・三ケ根駅（西口）前間で重複）
- 国道23号（岡崎バイパス）（上六栗深田交差点・須美インター交差点間で重複）
- 愛知県道320号幸田幡豆線（上六栗深田交差点・桐山西交差点間で重複）
- 愛知県道325号須美福岡線（須美交差点）
- 愛知県道42号西尾吉良線（駒場町交差点）
- 愛知県道43号岡崎碧南線（平坂街道）（江原町交差点）
- 愛知県道310号花蔵寺花ノ木線（高河原町交差点）
- 愛知県道318号宮迫今川線（宅野島町田貝交差点）
- 愛知県道317号西尾幡豆線（細池町神明交差点、細池町北高洲交差点）
- 愛知県道12号豊田一色線（菱池町池ゾイ交差点、旧道は花ノ木町4丁目交差点まで重複）
- 愛知県道301号西尾新川港線（旧道：本町交差点）
- 愛知県道319号西尾環状線（旧道：御城下交差点）
- 愛知県道308号米津平坂線（旧道：下町大道交差点 - 下町大道交差点西方で重複）
- 愛知県道303号平坂福清水線（旧道：中畑橋東交差点）
- 愛知県道41号西尾幸田線（菱池町外河原交差点・寺津大明神交差点間で重複）
- 愛知県道309号刈宿住崎線（上矢田南交差点）
- 国道247号（寺津大明神交差点）
- 愛知県道43号岡崎碧南線（平坂橋交差点）
- 愛知県道303号平坂福清水線（平坂橋交差点・末広町交差点間で重複）
- 愛知県道291号米津碧南線（伏見屋交差点）
- 愛知県道304号碧南高浜環状線（文化会館前交差点）
- 愛知県道45号安城碧南線（末広町交差点）

## 沿線
- JR東海道本線・名鉄蒲郡線 蒲郡駅
- 蒲郡市役所
- 愛知工科大学
- JR東海道本線 三ケ根駅
- 名鉄西尾線 福地駅
- 矢作川西尾緑地
- 碧南市役所
- 名鉄三河線 碧南中央駅